# إرنست سترونج
إرنست سترونج هو سياسي كندي، ولد في 26 سبتمبر 1886، وتوفي في 7 أغسطس 1961.